# Chrysler Sebring

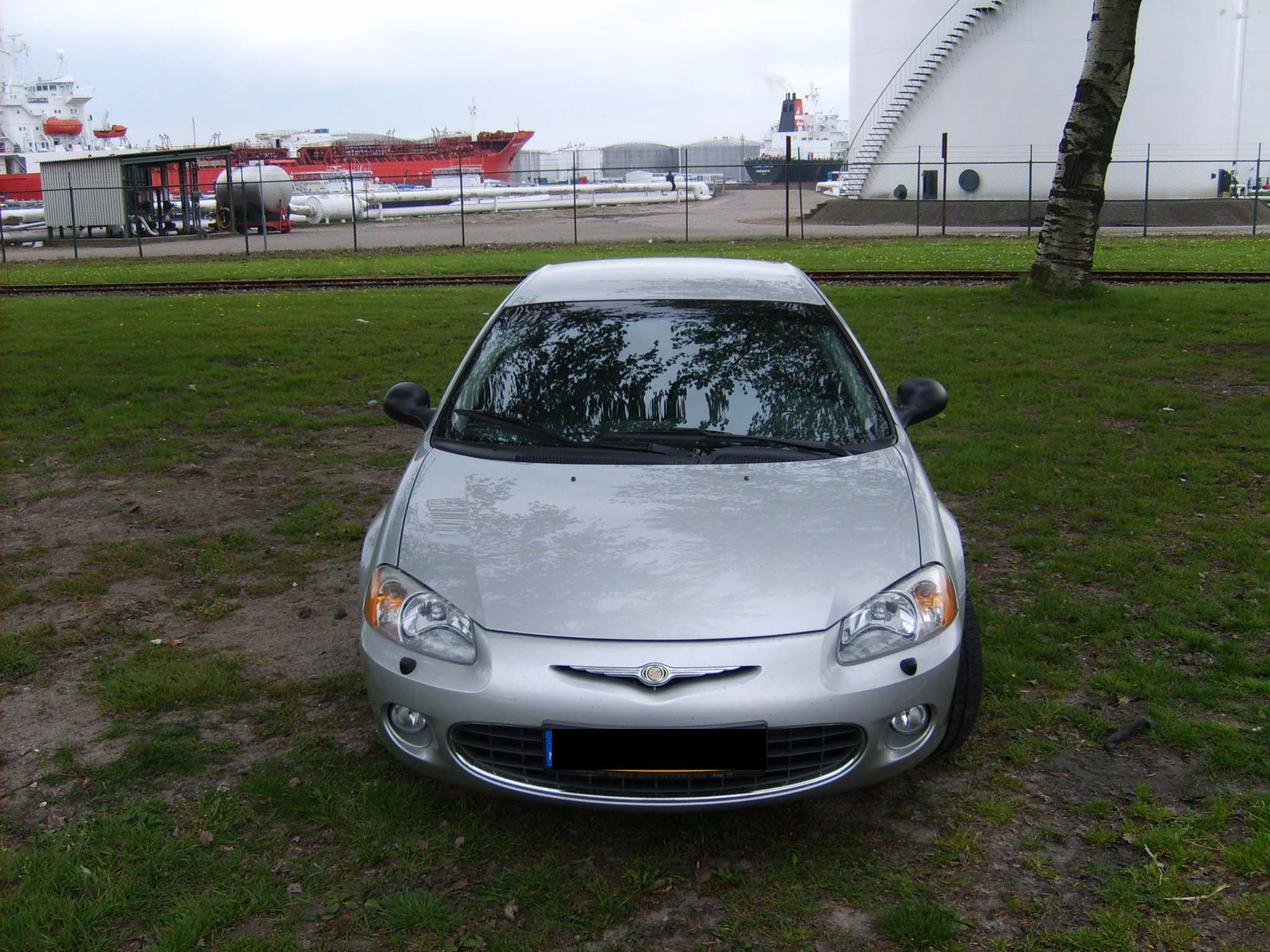
Chrysler Sebring 2,7 LX 2001, voorzijde

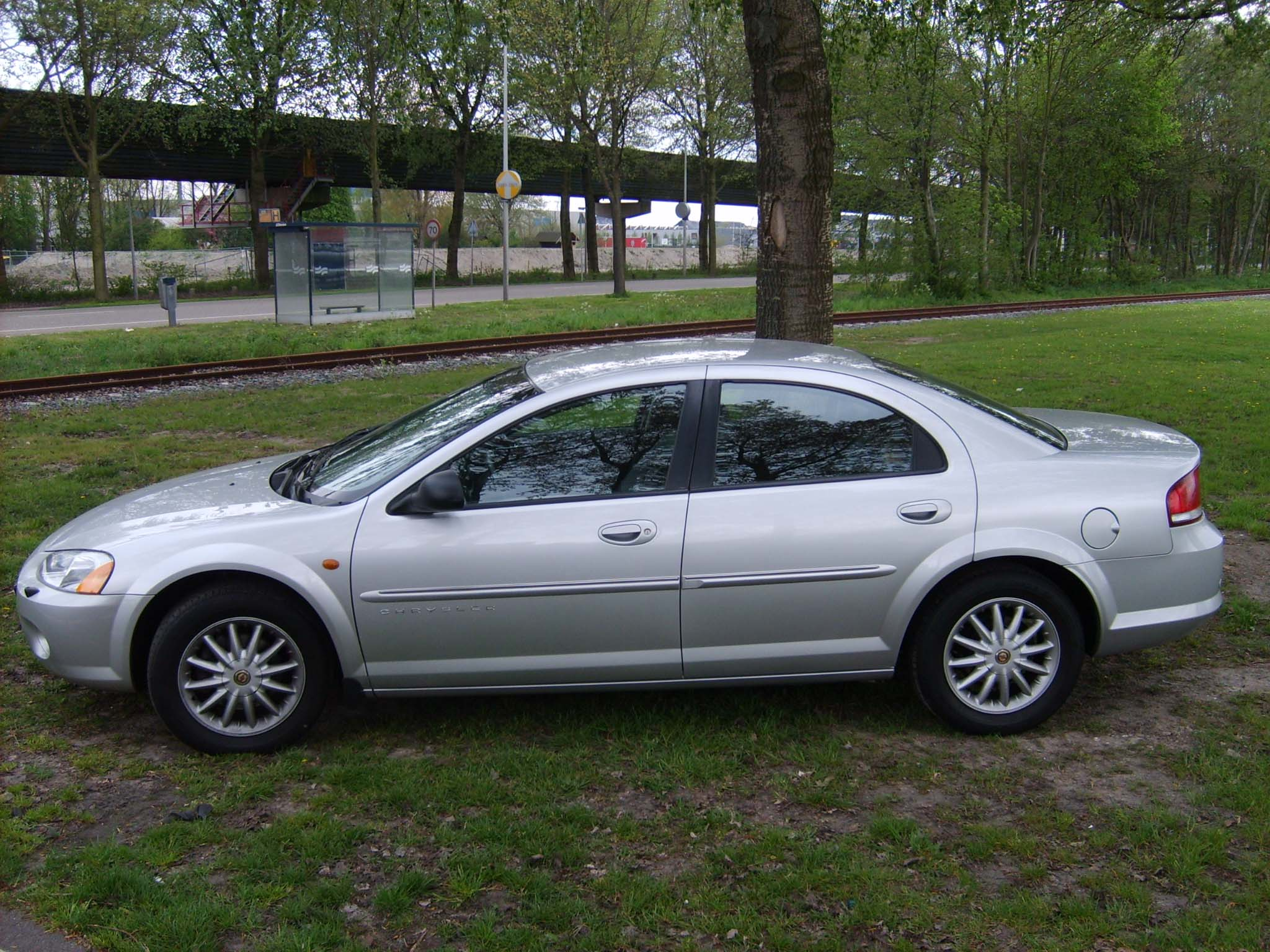
Chrysler Sebring 2,7 LX 2001, zijaanzicht

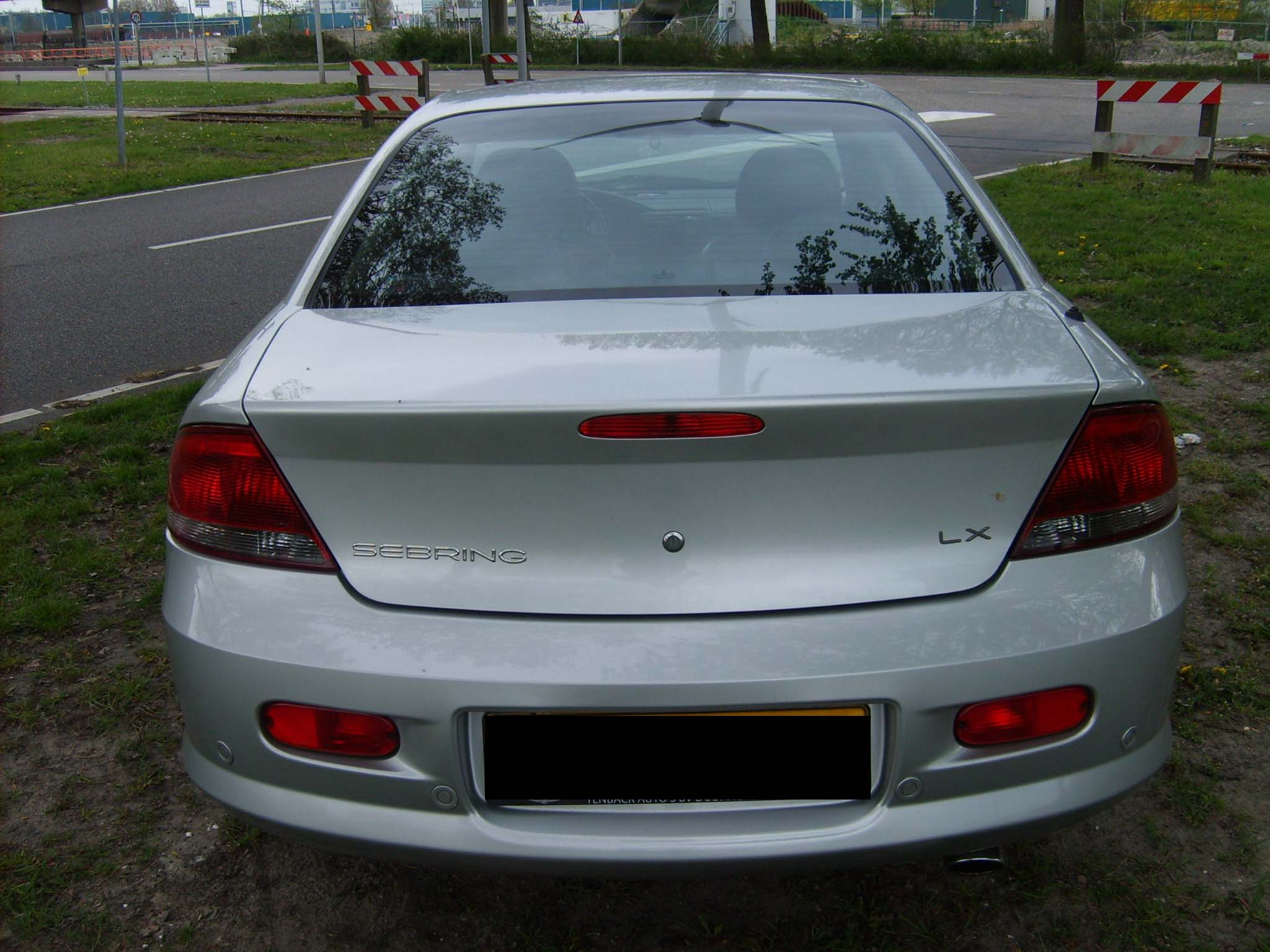
Chrysler Sebring 2,7 LX 2001, achterzijde

De Chrysler Sebring is een automodel uit de stal van de Amerikaanse fabrikant Chrysler. Dit type werd in Europa geïntroduceerd in 2001. Het model kent zowel een sedan als cabrioletuitvoering. In de Verenigde Staten bestaat de typenaam al sinds 1995 en werd daar gevoerd voor het coupé- en cabriomodel van de Chrysler Cirrus.
Naast de Sebring en Cirrus bouwde de Chryslerfabriek in Sterling Heights op hetzelfde platform de modellen Dodge Stratus en Plymouth Breeze. Los van het cabriomodel Sebring verschillen de auto's op details, zoals grille en velgen. Deze typen werden gevoerd in Noord-Amerika. De coupévariant van de Sebring werd ook bij Diamond-Star Motors gebouwd.
In Europa werd de Chrysler Stratus in 1995 geïntroduceerd en uiterlijk heeft deze het meest weg van de Amerikaanse Dodge Stratus. In Europa werd destijds voor de markt van personenauto’s alleen de merknaam Chrysler gevoerd; de merknaam Dodge werd alleen gevoerd voor bedrijfswagens, meer precies de Dodge Ram, wat in feite een grijskentekenuitvoering van de minivan Chrysler Voyager was.

## Uitvoering
De sedanuitvoering van de Chrysler Sebring werd in Europa in 2001 in drie verschillende versies geïntroduceerd, namelijk de Sebring 2.0i 16V LE, Sebring 2.7i 24V LE en de Sebring 2.7i 24V LX. De eerste, de twee liter, viercilinder versie bood de keus tussen een handgeschakelde (vijf versnellingen) en een (semi)automatisch geschakelde versie (tiptronic). De zescilinder kent alleen de automatische versie.
Daarnaast bracht Chrysler een 2,7 liter, zescilinderversie uit in Europa. Het verschil tussen LE en LX zit in de uitrusting. De laatste is rijker uitgevoerd en biedt onder meer lederen bekleding, verwarmde stoelen, boordcomputer, buitentemperatuurmeter, lichtmetalen velgen en mistlampen voor.
De cabrio-uitvoering werden geïntroduceerd in 2003. Deze kende de volgende uitvoeringen: 2.0i 16V LX, 2.7i 24V LX, en 2.7i 24V Limited
In 2006 kwamen de typen 2.0i 16V Touring en 2.7i 24V Touring op de markt. De andere cabriomodellen werden dat jaar stopgezet.
De Sebring kent een benzinemotor en dieselmotor. (2.0 CRD VW)

## Prestaties
De 2,0 literversie verschilt uiteraard in prestaties van de 2,7 literversie, zoals een topsnelheid van 180 km/u tegenover 216 km/u, 141 pk tegen 203 pk. Het gemiddeld verbruik ligt respectievelijk op 10,2 liter tegen 10,6 liter per 100 km. De laatste wordt daarmee geclassificeerd in milieucategorie E.

## Nieuwe generatie

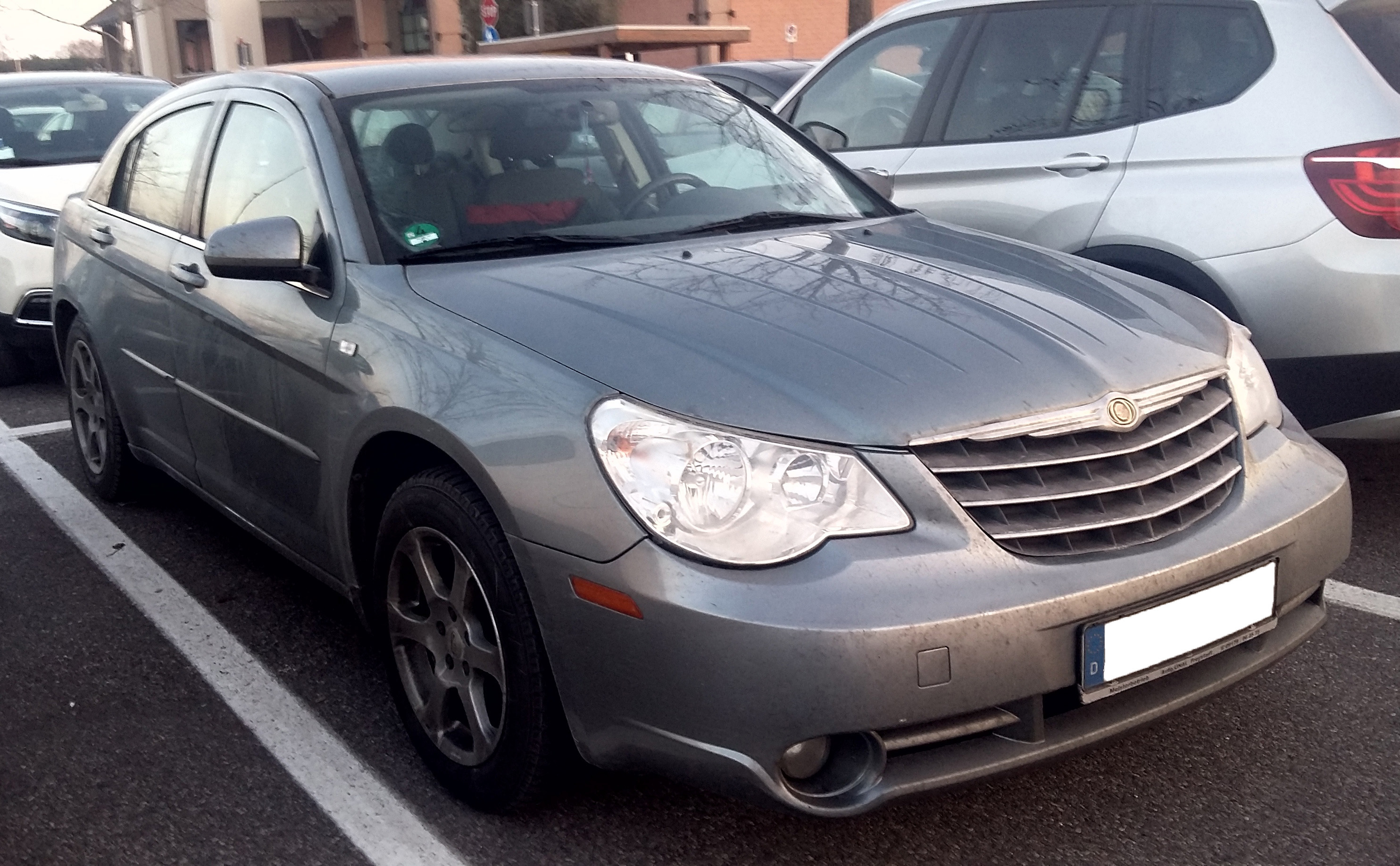
2007-2010 Chrysler Sebring

In 2007 werd een nieuwe generatie Sebrings geïntroduceerd. Tegelijk hiermee introduceerde Chrysler het "neefje" van de Sebring, de Dodge Avenger, die ook zowel een 2.0, 2,4 en 2,7 literversie biedt.

## Licentieproductie in Rusland
Een licentie en de productiefaciliteiten voor de tweede generatie Chrysler Sebring en Dodge Stratus sedan werden in april 2006 verkocht aan de Russische miljardair Oleg Deripaska, eigenaar van het bedrijf GAZ in Nizjni Novgorod dat de Volga-personenauto's produceerde. Dit model werd door GAZ in Rusland gebouwd van begin 2008 tot en met 2010 en daar verkocht als GAZ Volga Siber voor prijzen vanaf 15.000 euro. De viercilindermotoren werden gekocht van Chrysler en geproduceerd in Mexico.
Huidige modellen:
Pacifica ·
Voyager / Town & Country
Recente modellen:
200 ·
300 ·
300M ·
Aspen ·
Cirrus ·
Concorde ·
Crossfire ·
Daytona ·
Dynasty ·
Imperial ·
Intrepid ·
LeBaron ·
LHS ·
Neon ·
New Yorker ·
Pacifica ·
Prowler ·
PT Cruiser ·
Saratoga ·
Sebring ·
Stratus ·
TC by Maserati ·
Vision
Historische modellen na de Tweede Wereldoorlog:
180 ·
300 ·
Avenger ·
Conquest ·
Cordoba ·
Fifth Avenue ·
Horizon ·
Laser ·
Newport ·
Royal ·
Sigma ·
Sunbeam ·
Turbine Car ·
Valiant ·
Windsor
Historische modellen voor de Tweede Wereldoorlog:
70 ·
72 ·
77 ·
Airflow ·
Airstream ·
Four ·
Six